# Iglesia de Nuestra Señora de la Asunción (Fermoselle)
La iglesia de Nuestra Señora de la Asunción es una iglesia católica situada en la localidad española de Fermoselle, perteneciente a la provincia de Zamora, en la comunidad autónoma de Castilla y León. 
Fue declarada Bien de Interés Cultural con la categoría de monumento el 26 de septiembre de 2013. Su origen se remonta al siglo XIII cuando fue construida en estilo románicos. Ha sido sin embargo a lo largo de los tiempos objeto de numerosas transformaciones, conservando elementos y  características de cada momento histórico. Destacan las portadas meridional y occidental, de estilo transición del románico al gótico con interesante decoración escultórica; el atrio, abierto en el lado meridional del siglo XVI y la torre. Su interior también es testigo de las diversas etapas constructivas, de la alteración en el siglo XVI de su planta primitiva, hasta su configuración definitiva en el siglo XVIII, con la construcción de las cubiertas abovedadas y la cúpula de base ovalada sobre pechinas del crucero.

## Planta
Su planta es de forma de cruz latina con nave única de tres tramos, crucero que sobrepasa la nave y ábside de cabecera plana, reforzados con contrafuertes. El templo presenta la orientación litúrgica habitual.
En la construcción de la etapa románica del templo, se utilizaron sillares tallados a hacha de cantero.
Se han identificado 265 marcas de cantero de 114 tipos diferentes. Se concentran en las fachadas norte, sur, oeste y nave.
| Aprox. a la planta de la iglesia y marcas de cantero. |
| \| \| \| Marcas en el exterior del templo. \| |
| 1.- Fachada norte, 2.- Fachada sur, 3.-Ábside, 4.-Fachada oeste, 7.-Crucero, 8.- Nave central, 9.- Nave del Evangelio, 10.- Nave de la Epístola, 30.-Marcas de cantero. |
| |
| Marcas en el exterior del templo. |